# 傑利·勞勒

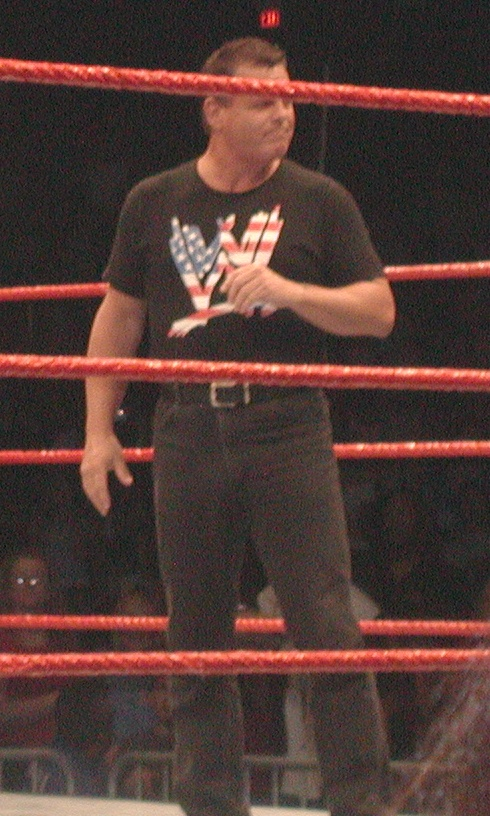
傑利·勞勒

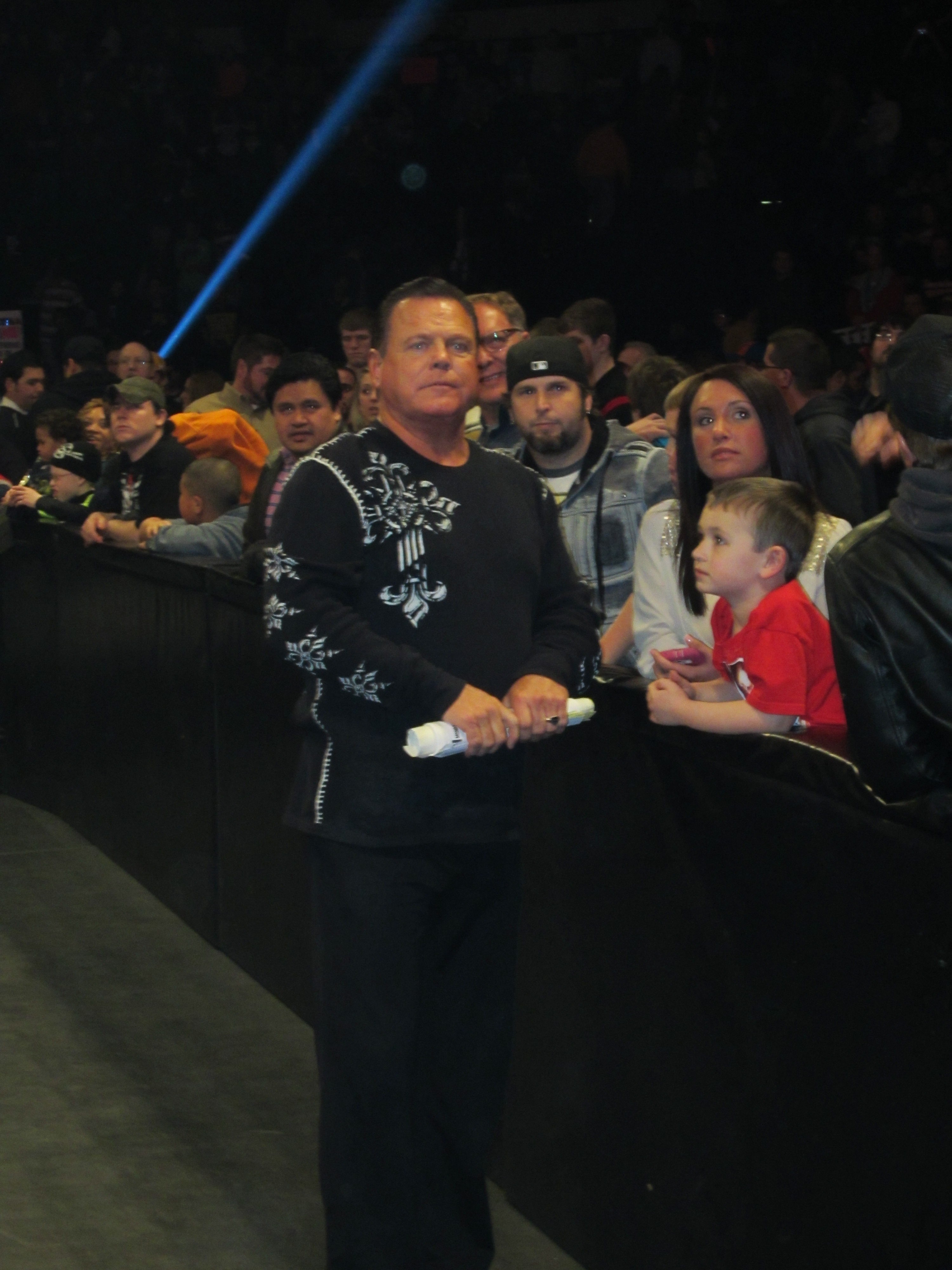
傑利·勞勒

傑利·勞勒（英語：Jerry Lawler，1949年11月29日—），本名傑利·歐尼爾·勞勒（英語：Jerry O'Neil Lawler），是世界摔角娛樂（WWE）旗下職業摔角播報員，並在世界摔角娛樂節目WWE Raw和WWE SmackDown中亮相。
在傑利·勞勒的摔角事業中，傑利是世界摔角娛樂現任的英語播報員，也播報過多次重要的付費賽事。

## 主要招式
- DDT
- 德式後翻摔
- 金臂勾

### 終結技
- 大師之鎖(Master Lock)

這是勞勒最出名的終結技，使用方式是有如哈姆立克法一樣，但不是用以催吐，而是對著受招者從背後鎖住雙臂。食招者越掙扎，勞勒便會略施力道繼續鎖住食招者。勞勒使用時還會左右輪轉位移。使用這招後勞勒再用普通招式作為完結。